# Координатная сингулярность
Координа́тная сингуля́рность — такая сингулярность решения уравнений Эйнштейна (либо других основных уравнений метрической теории гравитации) вкупе с координатными условиями, которую можно устранить преобразованием координат. Отличается тем, что при стремлении к такой сингулярности инварианты кривизны не расходятся.
Специфика общековариантных уравнений метрических теорий гравитации состоит в том, что их решения определяют свойства пространства-времени в некоторых исходно задаваемых координатах, про которые изначально неизвестно, подходят ли они к описанию данной физической ситуации вообще. При этом обойтись вообще без координат нельзя, и для решения уравнений Эйнштейна их приходится вводить, для чего к уравнениям Эйнштейна (6=10-4 выполняющихся тождественно в силу остальных) добавляют координатные условия (4) и система уравнений становится определённой — 10 уравнений на десять неизвестных метрических функций (компонент метрики) от координат. Вводить координатные условия можно удачно — тогда каждой координатной точке соответствует единственное событие пространства-времени (это определяется причинной топологией — топологией Александрова — пространства-времени, которая задаётся определённой решением уравнений метрикой) и все гладкие кривые, не проходящие через точки расходимостей инвариантов кривизны, можно неограниченно по каноническому параметру продолжать в пределах заданных координат, а можно неудачно — тогда получится или «размножение» одной координатной точки в многомерное множество событий пространства-времени, или наоборот — «сжатие» многомерного множества координатных точек в множество событий пространства-времени меньшей размерности, или кривые спокойно уйдут «за координатную бесконечность» или «за границу рассматриваемой координатной области». Это называют появлением координатной сингулярности решения.